# Чандра
Рентгеновата обсерватория „Чандра“ е изкуствен астрономически спътник на Земята, оборудван с космически телескоп. Изготвен е за НАСА, изстрелян е на 23 юли 1999 година.
Това е най-голямата и най-сложната от всички създадени дотогава обсерватории, които работят с рентгенови лъчи, способна да „види“ останки от свръхнови, черни дупки и квазари, да открива източници на рентгенови лъчи на разстояние милиарди светлинни години, да изследва тъмната материя, за която се счита, че представлява 90% от масата във Вселената.
Чандра обикаля около Земята за 64 часа и достига почти на 1/3 от разстоянието до Луната. Нейната силно елиптична орбита ѝ позволява да прави непрекъснати наблюдения в продължение на 55 часа извън радиационните пояси, които съществуват около Земята.